# Мешхедский университет медицинских наук
Мешхедский университет медицинских наук —  медицинский институт в Иране. Расположенный в провинции Разави-Хорасан в городе Мешхед, он был основан в 1949 году вместе с Университетом Мешхеда Фирдоуси и отделен в 1986 году от своего головного учреждения в соответствии с национальным законодательством.
В настоящее время университет считается одним из лучших на Ближнем Востоке. В 2001 году его медицинский факультет занял первое место среди иранских университетов. Согласно последним рейтингам, Мешхедский университет занимает 3-е место в национальном масштабе.
MUMS имеет 8 факультетов, 32 больницы, 179 сельских и 147 городских медицинских центров. На его факультете работают 600 преподавателей, 1700 врачей, 140 стоматологов, 130 фармацевтов и 25 402 штатных сотрудника. В 2001 году 7000 студентов обучались на дневном отделении.

## История
Медицинский факультет Мешхеда был официально открыт 23 ноября 1949 года доктором Зангане, министром культуры. В школе был 61 ученик, один доцент и семь преподавателей. В 1956 году, когда открылась Школа искусств, две школы объединились в Университет Мешхеда.
В 1965 году Бадри Теймурташ и Эсмаэль Сондузи основали Университетскую школу стоматологии.
В 1989 году факультеты медицинских наук по всей стране отделились от Министерства культуры и высшего образования. Новые развивающиеся медицинские университеты перешли под управление Министерства здравоохранения, лечения и медицинского образования. Таким образом, первоначальный университет Мешхеда был разделен на два независимых университета: Мешхедский университет Фирдоуси и Мешхедский университет медицинских наук.
Университет медицинских наук Мешхеда в настоящее время имеет 8 факультетов, 32 больницы, 179 сельских и 147 городских медицинских центров. Он занимает огромную территорию, простирающуюся с северо-востока до центральной части страны, что делает его крупнейшим университетом медицинских наук, предоставляющим услуги здравоохранения и лечения. Имея 597 преподавателей, 1645 докторов медицины различных специальностей, 138 стоматологов, 123 фармацевта и 25 402 сотрудника, университет предоставляет услуги здравоохранения и медицинские услуги большому населению района, а также более чем 25 миллионам туристов в год.

## Обзор
Мешхедский университет медицинских наук является основным ответственным за здоровье хорасанской общины. Его основная цель - обеспечить и улучшить здоровье всех жителей Хорасана.

## Школы и факультеты
- Школа медицины
- Школа стоматологии
- Школа здоровья
- Школа детского сада и акушерства
- Школа парамедицинских
- Школа традиционной медицины
- Школа Фармации
- Педиатрическая больница доктора Шейха
- Психиатрическая больница Эбн-э-Сина
- Госпиталь доктора Шариати
- Больница Имама Реза
- Госпиталь Гаем
- Больница Хашеми Нежад
- Офтальмологическая больница Хатам-аль-Анбиа
- Центр трансплантологии Montaserieh
- Женская больница Оммуль Банин
- Онкологический центр Омид
- Больница травматологии Шахида Камьяба
- Травматологическая больница Талегани

## Больницы
- Педиатрическая больница доктора Шейха
- Психиатрическая больница Эбн-э-Сина
- Госпиталь доктора Шариати

## Исследовательские центры
- Аллергия
- Буали научно-исследовательский институт
- Биотехнологический центр
- Центр исследования рака
- Сердечно-сосудистые
- Стоматологический исследовательский центр
- Центр стоматологических материалов
- Эндокринология и метаболизм
- Эндоскопическая хирургия
- ЛОР-исследовательский центр
- Центр исследования глаз
- Иммунология
- Центр исследования легких
- Медицинская физика
- Медицинская токсикология
- Микробиология и вирусология
- MRCC при бесплодии
- Нано Медицина
- Центр неонатальных исследований
- Центр неврологических исследований
- Ядерная медицина
- Заболевания полости рта и челюстно-лицевой области
- Ортопедический
- Безопасность пациентов и качество здоровья
- Фармацевтическая
- Фармакологическое действие МП
- Психиатрия и поведенческий RC
- Болезнь кожи
- Центр хирургической онкологии
- Адресная доставка лекарств
- Сосудистые и эндоваскулярные
- Женское здоровье

## Прием для иностранных студентов
Для выполнения своих международных обязательств и обязательств MUMS принимает студентов из разных стран.
Подать заявку могут студенты, которые думают о высшем образовании в области медицины или других областях медицинских наук или о продвижении своей будущей карьеры. В дополнение к различным программам бакалавриата, связанным с медицинскими науками, можно напрямую подать заявку на профессиональные докторские программы в области медицины, стоматологии и фармации, чтобы получить степень в одном из лучших университетов медицинских наук.

## Мировые рейтинги
Рейтинг мировых университетов Webometrics , 2012 г .: международный рейтинг: 1459, национальный рейтинг: 5.